# Beverly Roberts
Beverly Roberts (19. maj 1914 i Brooklyn – 13. juli 2009 i Laguna Niguel) var amerikansk skuespillerinde, der optrådte både på scenen og i film i 1930'erne, og som efter sin skuespillerkarriere blev leder i underholdningsindustrien frem til 1970'erne.

## Karriere
Hun blev født som Beverly Louise Roberts i Brooklyn i New York, og opdagedes af en talentspejder fra Warner Bros., mens hun sang i en natklub i 1935. Inden da havde hun været teaterskuespiller, men indgik kontrakt med Warner Brothers og indspillede sin første film, The Singing Kid, i 1936, i hvilken hun spillede over for Al Jolson. Samme år indspillede hun Two Against the World med Humphrey Bogart i en anden hovedrolle. Det følgende år spillede hun sammen med George Brent i God's Country and the Woman, som var Warner Bros. første film i technicolor.
I perioden fra 1937 til 1939 indspillede hun seksten film, men selv om hun derved var ved at grundlægge en fremgangsrig filmkarriere, vendte hun i 1940 tilbage til at synge og optræde på teatre. I slutningen af 1940'erne og først i 1950'erne deltog hun i en del radio- og tv-udsendelser. I 1954 blev hun udpeget som leder "Theater Authority", hvis medlemmer omfattede de fem fagforeninger i underholdningsindustrien og som tog sig af de retslige spørgsmål i forbindelse med medlemmernes optræden i velgørenhedsforestillinger og telethoner.
Roberts trak sig i 1977 tilbage til sit hjem i Laguna Niguel i Californien. I 2000 blev hun skildret i dokumentarfilmen I Used to Be in Pictures, som genfortalte Hollywoods første år og interviewede den tids skuespillere og skuespillerinder.
I 2002 blev Roberts æret af "Del Mar Theater" i Santa Cruz, og hendes film China Clipper fra 1936 vistes ved dets åbning. Samme år æredes hun ved "Cinecon Film Festivalen" i Hollywood.
I sine sidste år beskæftigede hun sig med at male med vandfarver.

## Død
Roberts sov ind i døden af alderdom den 13. juli 2009, 96 år gammel, i sit hjem i Laguna Niguel. Hun giftede sig aldrig og havde ingen børn.